# Quintanilla de Onésimo
Quintanilla de Onésimo és un municipi de la província de Valladolid, a la comunitat autònoma de Castella i Lleó. Antigament s'anomenava Quintanilla de Abajo i va canviar el seu nom després de la guerra civil espanyola perquè és la localitat de naixement del polític feixista Onésimo Redondo Ortega, fundador de les JONS.

## Demografia
| 1991 | 1996 | 2001 | 2004 |
| ---- | ---- | ---- | ---- |
| 1115 | 1175 | 1081 | 1139 |